# برادران شکست‌ناپذیر ماچیسته
برادران شکست‌ناپذیر ماچیسته (ایتالیایی: Gli invincibili fratelli Maciste) فیلمی ایتالیایی در سبک حماسی و ماجرایی است که در سال ۱۹۶۴ منتشر شد. از بازیگران آن می‌توان به ایلوش خوشابه اشاره کرد.